# Melitta melanura
Melitta melanura é uma espécie de Melitta.
A espécie foi descrita em 1852 por Nylander como Kirbya melanura.
Ela pode ser encontrada na Eurásia.
Basónimos:
- Kirbya melanura Nylander, 1852[1]
- Melitta wankowiczi Radoszkowski, 1891[2]